# بانتوماث
البانتوماث (بالإنجليزية: pantomath)‏ هي كلمة في اللغة الإنجليزية ذات أصل إغريقي، تستعمل للإشارة إلى «الشخص الذي يريد أن يعرف ويعرف كل شيء»، يقابلها بالعربية كُلّي المعرفة أو المُلمّ الشامل. الكلمة الإنجليزية نفسها عامية لا يمكن العثور عليها في قواميس الإنجليزية الشائعة على الإنترنت، أو قاموس أكسفورد الإنجليزي، أو قواميس الكلمات الغامضة، أو قواميس الكلمات الجديدة.
يفرض المنطق بأنه لا يوجد بانتوماث حقيقي حرفياً، ولكن يبدو بأن كلمة بانتوماث قد استُخدمت لتزيد معنىً على معنى مصطلح موسوعي Polymath وهو "ne plus ultra" («لا شيء أكثر من ذلك») إذا جاز التعبير، بشروط حتى أكثر صرامة من تلك التي تطبق على الموسوعي. من الناحية النظرية، لا ينبغي الخلط بين البانتوماث والبوليماث (بالإنجليزية: polymath موسوعي) بمفهومه الأقل صرامة، ناهيك عن المصطلحات ذات الصلة ولكنها مختلفة جدًا، عاشق التعلم (philomath) والمتعالِم (أبو العرّيف) (know-it-all).

## أصل التسمية
البانتوماث (pantomathēs, παντομαθής بمعنى «تعلمت كل شيء» من الجذور اليونانية παντ- «جميع» و «كل» والجذر μαθ- بمعنى «التعلم» و «التفاهم») هو شخص تمتد اهتماماته ومعرفته على نطاق واسع لكامل الفنون والعلوم.

## الاستخدام
يستخدم البانتوماث عادة للتعبير بأن فردًا عظيمًا قد حقق ذروة التعلم، أن هذا المتعلم الذاتي "automath" قد اتخذ التعلم الذاتي إلى نقطة النهاية. مثلاً، يبدو أن هذا المصطلح الغامض والنادر قد تم تطبيقه على أولئك الذين لديهم معرفة واسعة ومذهلة من قبل هذين المؤلفين من عصور مختلفة: ج. م. يونغ تم تسميته بانتوماث، وروبرت هارت-ديفيس كذلك.
ووفقاً لوجهة نظر نقدية، فإن اتساع غوته Goethe الكبير في المعرفة والإنجازات، جنباً إلى جنب مع حِكمته الهادئة التي وصفت بأنها سماوية ومنعزلة،  وحتى غير إنسانية،  جعلته جديراً بالفئة الأولمبية.

## وصلات خارجية
- مقتطفات من مناقشة الكلمة في Wordsmith.org:
  - مقتطفة واحد
  - مقتطفة أثنين[وصلة مكسورة]